# إسماعيل النعيمي
الفريق الركن إسماعيل تايه النعيمي (1927 - 11 ديسمبر 2015) معاون رئيس أركان الجيش العراقي الأسبق وأحد أبرز قادة الجيش العراقي والقادة العسكريين العرب.

## نشأته
ولد في ناحية الراشدية عام 1927م، والتحق في الكلية العسكرية عام 1946 دورة 25، وتخرج منها في عام 1949.

## سيرته
كان لإسماعيل النعيمي دور الأداء القوي للقوات العراقية في حرب 1973 في الجولان، وقد عمل ممثلا للقوات العراقية لدى القيادة السورية في دمشق اثناء حرب عام 1973 في الجولان. وقد تميز أيضا في قيادته للفيلق الثالث عام 1980-1981 والصفحات الافتتاحية للحرب العراقية الإيرانية حيث استشهد ابنه المقدم الركن امر إحدى كتائب الدبابات في الفيلق المذكور والذي استحق عليه لقب أبو الشهيد، والذي عرف به حتى هذا اليوم، ومن ثم عمله كمعاون لرئيس اركان الجيش، ومن بعد ذلك عمله كسفير في السلك الدبلوماسي.[بحاجة لمصدر]

## وفاته
توفي في يوم 11 ديسمبر 2015م.